# Дієго Жельмірес
Діє́го Гельмі́рес (гал. і ісп. Diego Gelmírez; лат. Didacus Gelmirici; бл. 1069 — бл. 1140) — галісійський католицький священник. Єпископ (1100—1120) і перший архієпископ Сантьяго-де-Компостельський (1120—1140). Папський легат в Іспанії (з 1120). Державний і політичний діяч Леонського королівства, один із лідерів «галісійської партії» при королівському дворі.
Народився у Катойрі, Галісія, Леонське королівство. Походив із шляхетної родини. Син Гельміро (Хельміріо), замкового каштеляна, що захищав галісійське узбережжя від нападів вікінгів. Отримав освіту при дворі короля Альфонсо VI. Секретар галісійського графа Раймунда Бургундського (1092—1105). Адміністратор Компостельської церкви (з 1093). Здійснив паломництво до Риму, став папським дияконом. Завдяки папському дозволу (1099) обраний новим єпископом Компостели (1100). Конфірмований на єпископство 21 квітня 1101 року. Перетворив Компостелу на один із найбільших паломницьких центрів Піренейського півострова. Мав великі землеволодіння і власне військо. Продовжив побудову собору святого Якова. На початку громадянської війни в Леоні (1107) виступив у союзі із Аріасом Пересом на захист королеви Урраки проти галісійського графа Педро де Траби та спадкоємця престолу Альфонсо VII, сина Раймунда. Став посередником між Педро й Аріасом, й згодом перейшов на бік першого.
Коронував Альфонсо VII на Галісійське королівство (1111). Спричинив повстання компостельців, під час якого згорів північний портал собору (1117). 1120 року рішенням римського папи Калікста II став архієпископом і легатом. Через союз із Педро де Трабою (1121) заарештований Урракою. Деякий час перебував у в'язниці, але отримав свободу за наполяганням народу. Після смерті королеви і сходження на трон Альфонсо VII (1126) брав участь у придушенні повстання Аріаса в Галісії. Діяння описані у «Історії Компостели».